# Nagyigmánd-Bábolna vasútállomás
Nagyigmánd-Bábolna vasútállomás egy Komárom-Esztergom vármegyei vasútállomás, melyet a MÁV üzemeltet Nagyigmánd nagyközségben.
A belterület nyugati szélén helyezkedik el – a másik névadó település, Bábolna központjától 6 kilométerre keletre –, a 8136-os és 8146-os utak vasúti keresztezései között. Közúti elérését az előbbi útból délnek kiágazó 81 328-as számú mellékút biztosítja.

## Vasútvonalak
Az állomást az alábbi vasútvonalak érintik:
- Székesfehérvár–Komárom-vasútvonal

## Kapcsolódó állomások
A vasútállomáshoz az alábbi állomások vannak a legközelebb:
- Csémpuszta megállóhely (Komárom vasútállomás, Székesfehérvár–Komárom-vasútvonal)
- Tárkány-Csép megállóhely (Székesfehérvár vasútállomás, Székesfehérvár–Komárom-vasútvonal)

## Forgalom
| Járat | Útvonal | Gyakoriság |
| ----- | --- | ---------- |
| S150  | Székesfehérvár – Szárazrét – Bodajk – Csókakő – Mór – Bakonysárkány – Kisbér – Nagyigmánd-Bábolna – Szőny-Déli – Komárom | 2 óránként |